# Anna-Louise Plowman

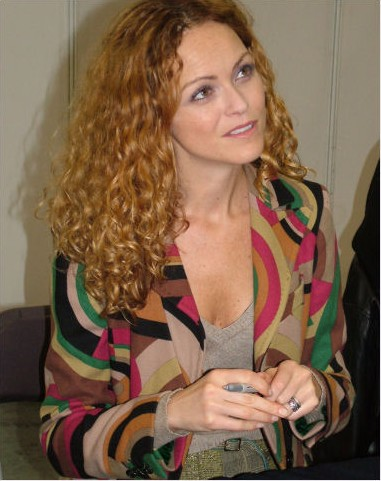
Anna-Louise Plowman (2005)

Anna-Louise Plowman (* 9. Mai 1972 in Neuseeland) ist eine US-amerikanische Schauspielerin.

## Leben
Ihre Familie stammt ursprünglich aus Neuseeland. Weltweit wurde sie vor allem durch ihre Rolle als Dr. Sarah Gardner  und als Goa'uld Osiris in der Science-Fiction-Serie Stargate – Kommando SG-1 bekannt. Sie absolvierte eine Ausbildung an der „London Academy of Music and Dramatic Art“. 2001 heiratete sie in London den Schauspieler Toby Stephens. Daher ist die Schauspielerin Maggie Smith ihre Schwiegermutter. Im Mai 2007 bekam Plowman einen Sohn, 2009 und 2011 wurden die beiden Töchter geboren.

## Filmografie (Auswahl)
- 1995: Faith in the Future (Fernsehserie, Folge A Moving Moment)
- 1997: Fremde Wesen (FairyTale: A True Story)
- 2000: The Adulterer
- 2000: Flick
- 2000: Seven Days – Das Tor zur Zeit (Seven Days, Fernsehserie, FolgeTracker)
- 2003: The Foreigner – Der Fremde (The Foreigner)
- 2003: Shanghai Knights
- 2003: Cambridge Spies (Miniserie, zwei Folgen)
- 2004: He Knew He Was Right (Miniserie, zwei Folgen)
- 2000–2004: Stargate – Kommando SG-1 (Stargate SG-1, Fernsehserie, fünf Folgen)
- 2004: My Life in Film (Fernsehserie, Folge Top Gun)
- 2005: These Foolish Things
- 2005: Doctor Who (Fernsehserie, Folge Dalek)
- 2005: Days of Darkness (Fernsehfilm)
- 2006: Agatha Christie’s Marple (Agatha Christie’s Marple, Fernsehserie, Folge Ruhe unsanft)
- 2008–2012: Holby City (Fernsehserie, 38 Folgen)
- 2010: New Tricks – Die Krimispezialisten (New Tricks, Fernsehserie, Folge Fashion Victim)
- 2012: Six Bullets
- 2012: Candle to Water
- 2013: Noël Coward's Private Lives
- 2015: Father Brown (Fernsehserie, Folge The Judgement of Man)
- 2016–2017: Black Sails (Fernsehserie, 15 Folgen)
- 2019: The Witcher (Fernsehserie, zwei Folgen)